# Blechnum insularum
Blechnum insularum là một loài dương xỉ trong họ Blechnaceae. Loài này được C.V.Morton & Lellinger mô tả khoa học đầu tiên.